# Snoezelen

## Historie Snoezelen-MSE

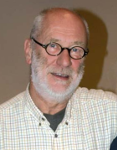
Ad Verheul, jeden ze zakladatelů Snoezelen-MSE

Cleland a Clark, psychologové, kteří pracovali v USA, vyvinuli „smyslovou samoobsluhu“ (sensory cafeteria) pro lidi s intelektuálním postižením, kteří žili v ústavu, kde se odborníci snažili mírnit jejich nenormální chování.
O několik let později, počátkem 70. let 20. stol. Hulsegge a Verheul sestavili podobný smyslový přístup, s jehož pomocí se snažili aktivizovat klienty s několikanásobným postižením v centru De Hartenberg v Nizozemsku. Hulsegge a Verheul nazvali své prostory určené ke smyslové stimulaci Snoezelen, což je slovo vytvořené spojením dvou holandských slov: „snuffelen“= čichat a „doezelen“ = dřímat.
Poté dochází k rozvoji konceptu v Holandsku, Velké Británii, Německu a dalších zemích. K rozvoji konceptu Snoezelen na profesionální vědecké úrovni přispěla profesorka Krista Mertens z Humboldtovy univerzity v Berlíně.
V roce 2002 byla založena ISNA – International Snoezelen Association, s cílem spojit odborníky z celého světa, poukázat na možnosti využití Snoezelenu v různých zařízeních a zveřejňovat vědecké důkazy o účinnosti tohoto konceptu. V roce 2012 došlo k rozdělení ISNA na dvě samostatné organizace ISNA-MSE (International Snoezelen Association – Multisensory Environment) – Mezinárodní Snoezelen Asociace – Multismyslové prostředí, jejíž rada je tvořena odborníky z oblasti neurověd, psychologie, psychiatrie a speciální pedagogiky, kteří sledují současný vývoj v jednotlivých vědách a implementují nejnovější znalosti do konceptu Snoezelen-MSE. Druhou organizací je ISNA-Snoezelen professional.
První Snoezelen místnosti se začaly v zařízeních v České republice objevovat již v devadesátých letech 20. století i díky práci psycholožky PhDr. Hany Stachové. V té době spolupracovala s Bc. Renátou Filatovou, speciálním pedagogem, která je dnes certifikovaným lektorem konceptu Snoezelen-MSE a jeho garantem v České republice.
Významným průlomem bylo v roce 2009 založení snoezelen centra v Uherském Hradišti v centru Akropolis, které umožnilo využívat přínosů snoezelenu také lidem z řad veřejnosti. Pod vedením lektorky Mgr. Dagmar Mega zde probíhaly vzdělávací semináře a od roku 2011 také mezinárodní školící kurzy. Vzhledem v velkému zájmu a zajištění kvality práce v multisenzorického konceptu Mgr. Dagmar Mega zajišťovala a vedla zahraniční odborné stáže pro pracovníky rodinných center, sociální pracovníky i pedagogy zaštítěné ČNA mládež, dále NAEP, DZS při MŠMT ČR. To mimo jiné vedlo k významnému rozšíření konceptu snoezelen a vzniku dalších snoezelen místností jak ve školách a domovech pro osoby se zdravotním postižením, seniory ad. ale také v komunitních a rodinných centrech, kde jsou programy i pro veřejnost, např. RC Kamarád Nenuda,z.s. ve Zlíně, RC Kaštánek Valašské Klobouky, Povzbuzení,z.s. v Olomouci a další.
V roce 2011 vzniklo také Vzdělávací centrum Snoezelen-MSE konceptu v České republice, jehož zakladatelkou je paní Filatová stejně jako ASNOEZ® - Asociace Snoezelen konceptu České republiky, s cílem podpory a rozvoje konceptu. První Snoezelen-MSE místnost na akademické půdě vznikla díky podpoře doc. Jarmily Pipekové z Masarykovy univerzity v Brně na katedře speciální pedagogiky. V roce 2014 se paní Filatova stala členem odborné rady v rámci mezinárodní organizace ISNA-MSE, asociace ASNOEZ® byla změněna na ISNA-MSE z.s. působící v rámci České republiky a Slovenska.
Ke zkvalitnění konceptu snoezelen výrazně přispěl také portál sdružení 3lobit,o.s., kde jsou dostupné články o historii, přístupech, technikách práce, výtahy ze stěžejních děl ke snoezelenu, aktivní blog a vede i registr zařízení, které pracují s touto metodou v České a Slovenské republice.
Dnes je Snoezelen-MSE koncept rozšířen po celém světě a jeho účinky poznávají nejen tělesně a duševně postižení lidé, ale slouží celé řadě potřebných jako metoda vícesmyslové stimulace v prostředí důvěry, radosti a setkávání ke zlepšení zdravotního stavu a ke zkvalitnění jejich života. Snoezelen je rovněž nazýván pojmem Multisensorické prostředí (MSE). 

## Snoezelen-MSE prostředí
Je speciálně upravená místnost, ve které lze využít technického vybavení k multismyslové stimulaci, jako jsou bublinkové vodní sloupy, hvězdné nebe, projektory s olejovými nebo tematickými kotoučky, optická vlákna, aroma lampa, zrcadlová koule, speciální pohodlný měkký nábytek a další. Pomůcky slouží ke stimulaci smyslů nebo k relaxaci. Důležitým prvkem Snoezelen-MSE prostředí je jeho variabilita, je využíváno pro všechny věkové skupiny.

## Snoezelen-MSE koncept
Snoezelen-MSE koncept je „považován jednak za původní volnočasovou aktivitu, také je propracována jako podpůrná edukační metoda s primárním důrazem na vzdělávání formou zkušeností a v neposlední řadě je již pojímána jako právoplatná terapeutická metoda, která má svůj řád, systém i pravidla.“
Snoezelen-MSE je místem setkání v atmosféře důvěry a uvolnění. Jedná se o stimulaci a relaxaci. Je vědecky dokázáno, že působí na zlepšení zdraví – u psychických nemocí jako je stres, u fyzických onemocnění v rámci paliativní péče, při emocionálních potížích (deprese, agresivita), při poruchách koncentrace – ADHD a dalších. Snoezelen-MSE vede k uvolnění, ale může také aktivizovat, probouzet zájem, přinášet radost a pocit vzájemného sdílení.
Podmínkou úspěšné terapie ve Snoezelen-MSE prostředí je vybudování vhodného prostředí, osobní nasazení, adekvátní znalosti o konceptu, individuální, empatický přístup, znalost anamnézy a diagnózy, průběžné a trvalé vzdělávání průvodce nebo terapeuta a týmová práce.
Snoezelen-MSE koncept je určen pro všechny věkové skupiny a typy zařízení. V ČR se uplatňuje především v zařízeních škol, nemocnic, ústavů, domovů pro seniory a dětských domovů.